# Lunna, Belarus
Lunna (vitryska: Лунна) är en agropolis i Belarus.   Den ligger i voblasten Hrodna voblast, i den västra delen av landet, 220 km väster om huvudstaden Minsk. Lunna ligger 115 meter över havet och antalet invånare är 961.

## Natur och klimat
Terrängen runt Lunna är platt. Närmaste större samhälle är Skіdal, 15,2 km norr om Lunna.
Omgivningarna runt Lunna är en mosaik av jordbruksmark och naturlig växtlighet. Runt Lunna är det ganska glesbefolkat, med 34 invånare per kvadratkilometer.